# ツィンカ・パンナ
ツィンカ・パンナ（C(z)inka Panna, スロヴァキア語: Panna Cinková, 1711年　シャヨーゲメル Sajógömör（現スロヴァキア・ゲメル w:Gemer）- 1772年）はハンガリー・ロマの女流音楽家で、ヴァイオリニスト。「調子よく響く」という擬音語に由来する言葉「ツィンカ」が姓のように使われている。

## 経歴
ヴァイオリン・ソロで哀愁をもってゆっくり演奏するハッルガトー hallgató・スタイルの音楽の創始者の一人。
ロマ楽団のスタイルを創始したと言われる。さらに、ビハリ・ヤーノシュ（1764年 - 1827年）は、ツィンカ・パンナが創始したスタイルを内外に広めた。
コダーイの歌劇に『ツィンカ・パンナ』というものがある。